# 什凱亞鄉 (雅西縣)
46°56′N 27°31′E / 46.933°N 27.517°E
什凱亞鄉（羅馬尼亞語：Comuna Șcheia, Iași），是羅馬尼亞的鄉份，位於該國東北部，由雅西縣負責管轄，面積63平方公里，海拔高度258米，2007年人口3,359，人口密度每平方公里53人。